# Escharella
Escharella is een mosdiertjesgeslacht uit de familie van de Escharellidae en de orde Cheilostomatida. De wetenschappelijke naam ervan is in 1848 voor het eerst geldig gepubliceerd door Gray. Het geslacht was aanvankelijk ingedeeld in de familie van de Romancheinidae.

## Soorten
- Escharella abyssicola (Norman, 1869)
- Escharella acuta Zabala, Maluquer & Harmelin, 1993
- Escharella anatirostris (O'Donoghue, 1924)
- Escharella areolata
- Escharella ashapurae Guha & Gopikrishna, 2007
- Escharella bensoni (Brown, 1954)
- Escharella capitata (Canu & Lecointre, 1930) †
- Escharella connectens (Ridley, 1881)
- Escharella crozetensis (Waters, 1904)
- Escharella cryptooecium Souto, Fernández-Pulpeiro & Reverter-Gil, 2007
- Escharella cycloris (Gabb & Horn, 1862) †
- Escharella diaphana (MacGillivray, 1879)
- Escharella dijmphnae (Kluge, 1929)
- Escharella discors Hayward & Cook, 1983
- Escharella elongata (Canu & Bassler, 1935) †
- Escharella fistula Brown, 1952 †
- Escharella fusca (O'Donoghue & O'Donoghue, 1926)
- Escharella gilsoni De Blauwe, 2006
- Escharella granulosa (Canu & Bassler, 1920) †
- Escharella grossa Moissette, 1988 †
- Escharella grotriani (Stoliczka, 1862) †
- Escharella guernei (Jullien & Calvet, 1903)
- Escharella hoernesi (Reuss, 1864) †
- Escharella hozawai (Okada, 1929)
- Escharella immersa (Fleming, 1828)
- Escharella incudifera Gordon, 1984
- Escharella indivisa Levinsen, 1916
- Escharella klugei Hayward, 1979
- Escharella labiata (Boeck in Smitt, 1868)
- Escharella labiosa (Busk, 1856)
- Escharella lagaaiji Buge, 1957 †
- Escharella laqueata (Norman, 1864)
- Escharella latodonta Kluge, 1962
- Escharella levinseni Hayward, 1994
- Escharella longicollis (Jullien, 1882)
- Escharella lopezfei Souto, Berning & Ostrovsky, 2016
- Escharella macrodonta Levinsen, 1917
- Escharella mamillata Hayward & Thorpe, 1989
- Escharella modica (Canu, 1926) †
- Escharella nilotica (Ziko, 1985) †
- Escharella obscura Norman, 1909
- Escharella octodentata (Hincks, 1880)
- Escharella ovalis (Canu & Bassler, 1929)
- Escharella ovoidea (Reuss, 1848) †
- Escharella patens (Canu & Bassler, 1920) †
- Escharella praealta (Calvet, 1907)
- Escharella quadrata López de la Cuadra & García-Gómez, 2001
- Escharella reussiana (Busk, 1859) †
- Escharella rogeri David, Mongereau & Pouyet, 1972 †
- Escharella rugosa (Soule, Soule & Chaney, 1995)
- Escharella rylandi Geraci, 1974
- Escharella selseyensis Cheetham, 1966 †
- Escharella serratilabris (O'Donoghue, 1924)
- Escharella spinosissima (Hincks, 1881)
- Escharella takatukii (Okada, 1929)
- Escharella tenera (Reuss, 1874) †
- Escharella teres (Hincks, 1881)
- Escharella thompsoni Kluge, 1914
- Escharella trispinosa Li, 1990 †
- Escharella uncifera (Canu & Bassler, 1929)
- Escharella variolosa (Johnston, 1838)
- Escharella ventricosa (Hassall, 1842)
- Escharella vigneauxi David, 1965 †
- Escharella watersi Hayward & Thorpe, 1989

### Taxon inquirendum
- Escharella longicella (Canu, 1914)

### Synoniemen
- Escharella arge d'Orbigny, 1852 † => Costula arge (d'Orbigny, 1852) †
- Escharella atypica Powell, 1967 => Parasmittina atypica (Powell, 1967)
- Escharella bisinuata Smitt, 1873 => Petraliella bisinuata (Smitt, 1873)
- Escharella hexaspinosa Aristegui, 1986 => Escharella praealta (Calvet, 1907)
- Escharella micropora Gabb & Horn, 1862 † => Metrarabdotos microporum (Gabb & Horn, 1862) †
- Escharella microstoma Norman, 1864 => Temachia microstoma (Norman, 1864)
- Escharella porifera Smitt, 1868 => Schizomavella porifera (Smitt, 1868)
- Escharella pseudopunctata Souto, Fernández-Pulpeiro & Reverter-Gil, 2007 => Escharella guernei (Jullien & Calvet, 1903)
- Escharella rostrigera Smitt, 1873 => Hippaliosina rostrigera (Smitt, 1873)
- Escharella stylifera Levinsen, 1886 => Calyptotheca stylifera (Levinsen, 1886) => Schizoporella stylifera (Levinsen, 1886) => Schizobrachiella stylifera Levinsen, 1886
- Escharella thompsoni (Kluge, 1955) => Smittina thompsoni Kluge, 1955